# 麻江镇
麻江镇，原为麻江乡，是中华人民共和国湖南省永州市双牌县下辖的一个乡镇级行政单位。

## 行政区划
麻江镇下辖以下地区：
牛栏坪村、雷家洞村、白水岭村、麻江村、廖家村、蒋家村、欧湾村、鳖栏江村、荷叶塘村、湾夫村、民智村、高潮村、新屋村和刘家村。